# Caesalpinia sinensis
Caesalpinia sinensis là một loài thực vật có hoa trong họ Đậu. Loài này được (Hemsl.) J.E.Vidal miêu tả khoa học đầu tiên.